# جراج
جراج (به صربی: Đerađ) یک منطقهٔ مسکونی در صربستان است که در لوچانی واقع شده‌است. جراج ۷۶ نفر جمعیت دارد.